# ATXN2L
ATXN2L‏ (Ataxin 2 like) هوَ بروتين يُشَفر بواسطة جين ATXN2L في الإنسان.